# Krigskorrespondenter
Krigskorrespondenter er en dansk stumfilm fra 1913, der er instrueret af Vilhelm Glückstadt efter manuskript af Carl Th. Dreyer.

## Handling
Journalist Bretton har omsider opnået et avancement. Han har fået overdraget det hverv at forsyne det hovedstadsblad, han repræsenterer, med efterretninger fra den krig, som længe har hersket i Sydeuropa. Forsynet med et anbefalingsbrev fra krigsministeren sætter han sig veltilfreds i toget, der skal føre ham til krigsskuepladsen. Han er ung, rask og har ingen at tage afsked med. Undervejs træffer han en kollega ved navn Clark, der har samme mål.
Langt borte fra byen bor den fattige fårehyrde Nikiva med sin datter Scura. De tror sig sikre for de fjendtlige soldater i den afsides egn, men en dag indhenter krigsuhyret dem, og inden aften er Scura faderløs. I dybe tanker sidder Scura ved sin faders grav, da hun hører råb om hjælp. Hun går efter lyden og finder Bretton forulykket, styrtet ned i en dyb kløft. Støttet og hjulpet af Scura når han atter tilbage til det sted, hvorfra han er styrtet ned. Hans første tanke gælder det anbefalingsbrev fra ministeren, der kan skaffe hans blad de store muligheder - men se, det er røvet, uden tvivl stjålet af hans "ven" og "kollega" Clark. Ved hjælp af Brettons anbefalingsbrev skaffer Clark sig en venlig modtagelse i hovedkvarteret. Generalen giver ham mange oplysninger, og Clark har rigeligt stof til en fængslende artikel. Da Bretton ankommer til hovedkvarteret mistænkes han for spionage, da han ikke har de nødvendige papirer, og han bliver reddet af Scura, der elsker ham.
Det lille fredelige hus, i hvilket Scura har levet hele sit liv, er ikke mere. En rå og overmægtig fjende har jævnet huset med jorden, og hun må nu forladt og fattig flygte bort ind i det øde, hærgede land. Med usigelig vanskelighed lykkes det Scura at komme gennem den barske krig, og med fintmærkende instinkt har hun forstået, at Bretton er hende nær. Hun trækker Bretton ud af et brændende fly. For Bretton venter et sidste spændende opgør med Clark. Begge har de sikret sig de sidste nyheder - men hvem når at få dem afleveret først?

## Medvirkende
- Emanuel Gregers - Bretton, journalist
- Bertel Krause - Clark, journalist
- Emilie Sannom - Scura
- Richard Jensen - Generalen
- Grethe Ditlevsen - Danser
- Ellen Tegner - Haremsdame
- Emilie Smith - Danser
- Valdemar Møller